# Теодор Византинац
Свети новомученик Теодор Византинац је хришћански светитељ с краја 18. века.

## Биографија
Теодор је рођен 1774. године у Неохорију у Цариграду, па отуда и надимак „Визант“. Његови родитељи су се звали Анастасије и Смарагда и имао је још најмање два брата, Антонија и Георгиоја. Овај последњи је хиротонисан и постао митрополит Адријанопољски под именом Григорије.
Од малих ногу, Теодор је био шегрт једног хришћанског сликара који је радио у султановим палатама. Тамо је утицајем султана постао муслиман. Три године касније, када је епидемија куге харала градом, покајао се и покушао да се искраде из палате прескочивши високи зид, али је примећен и од тада је био под будним оком чувара.
Нешто касније, уз помоћ пријатеља, који је по занату био крзнар, набавио је морнарску одећу и, претварајући се да носи крчаг, неопажен прошао је кроз капију. Отишао је на плажу и одвезао се чамцем до своје тетке. Ту се после неколико дана исповедио код једног свештеника и поново примио помазање светим миром.
Затим је прерушен и сакривен од Турака који су га тражили, побегао на Хиос, где је нашао уточиште у манастиру код Вронтада. Тамо је упознао бившег епископа коринтског Макарија и монаха Неофита.
Пожаливши због свог одрицања од вере, одлучио је да оде у Митилену и турским властима призна да је поново постао хришћанин. Пошто се причестио, обукао се у турску одећу и, свестан шта га чека, са сузама се опростио од Неофита који га је отпратио у Митилину. Представио се градском судији и одрекао се ислама бацивши са себе одећу и османски сари. Одмах су га Турци ухватили. Био је страшно мучен, нудили су му поклоне да се предомисли, али је остао при својој одлуци. Коначно је обешен 17. фебруара 1795. године.
Новомученик Теодор Византијски је светац заштитник Митилене и његови мошти се чувају у овом граду.
Његов спомен православна црква празнује 17. фебруара, а пренос моштију у Паралитичку недељу.